# モリタイシ
モリ タイシ（1976年4月17日 - ）は、日本の漫画家。三重県度会郡御薗村（現・伊勢市）出身、東京都国分寺市在住。男性。血液型O型。
作品に2002年より2005年まで『週刊少年サンデー』にて連載された『いでじゅう!』、同誌にて2006年より2007年まで連載の『RANGEMAN』、2009年より2012年まで、小学館の月刊誌『ゲッサン』にて連載されたストーリー作品『まねこい』などがある。

## 来歴・人物
三重県立伊勢高等学校、静岡大学人文学部社会学科卒業。デビュー前に河合克敏の『帯をギュッとね!』単行本の企画「絵筆をもってね!」に「森田医師」というペンネームで投稿し、グランプリを受賞している。
1999年、『ちょんまげ番長』でまんがカレッジ入賞。2000年、『招福祈願ダルマイト・ガイ』（週刊少年サンデー超）でデビュー。
ラジエーションハウス9巻末にて離婚したことを報告した。妻をイメージしたAIのキャラクタを登場させた矢先のことで、本人もどうすればよいかわからないという狼狽ぶりだった。

## 作品リスト

### 漫画作品

#### 連載
- 茂志田★諸君!!（『週刊少年サンデー超』2001年8月25日号 - 2002年1月25日号）
- 県立伊手高柔道部物語 いでじゅう!（『週刊少年サンデー』2002年33号 - 2005年30号）
- RANGEMAN（『週刊少年サンデー』2006年27号 - 2007年39号）
- まねこい（『ゲッサン』2009年6月号 - 2012年3月号）
- 今日のあすかショー（『月刊!スピリッツ』2009年10月号 - 2013年9月号）
- くちびるに歌を（原作：中田永一、『ゲッサン』2013年4月号 - 2014年8月号）
- ラジエーションハウス（原作：横幕智裕、『グランドジャンプ』2015年22号[3] - 連載中）
- あそこではたらくムスブさん（『ゲッサン』2017年12月号[4] - 2025年2月号[5]）

#### 読み切り
- 招福祈願ダルマイト・ガイ（『週刊少年サンデー超』2001年5月25日号） - 『茂志田★諸君!!』に併録。
- 笑福祈願ダルマイト・ガイ（『週刊少年サンデー』2002年12号）
- ちょんまげFight!（『少年サンデー超』2002年5月25日号） - 『茂志田★諸君!!』に併録。
- 未来世紀 トラやん（『少年サンデー超』2003年4月25日号） - 『茂志田★諸君!!』に併録。
- いでじゅう！外伝 ちょんまげの春（『少年サンデー超』2003年4月25日号） - 『少年サンデー特別増刊R』2003年11月9日号に再掲載。
- いでじゅう！外伝（『少年サンデー超』2004年5月25日号）
- 『鋼の錬金術師』9巻 - おまけ漫画を寄稿。
- いでじゅう！外伝（『少年サンデー超』2005年9月25日号）
- 女女♂しっくす（『少年サンデー超』2008年1月25日号）
- 愛と勇気のニート生活〈愛と勇気のマンガ家飲み会編〉（『ゲッサン』2009年6月号別冊付録）
- ビンタ一発1080円（『月刊少年チャンピオン』2014年9月号[6]）
- 勇気を出して手ブラジャンプ（『コロコロアニキ』第3号）
- なぁたんとご主人たま（『グランドジャンプ』2015年17号）

### 書籍
- 『茂志田★諸君!!』、小学館〈少年サンデーコミックス〉、2004年5月発行、ISBN 4-09-127081-6
- 『県立伊手高柔道部物語 いでじゅう!』、小学館〈少年サンデーコミックス〉2002年 - 2005年、全13巻
- 『RANGEMAN』、小学館〈少年サンデーコミックス〉2006年 - 2007年、全6巻
- 『まねこい』、小学館〈少年サンデーコミックス〉2009年 - 2012年、全7巻
- 『今日のあすかショー』、小学館〈ビッグコミックススペシャル〉2010年 - 2013年、全4巻
- 『くちびるに歌を』、原作：中田永一、小学館〈ゲッサン少年サンデーコミックススペシャル〉2013年 - 2014年、全3巻
- 『ラジエーションハウス』、原作：横幕智裕、集英社〈ヤングジャンプ コミックス〉2016年 - 、既刊18巻（2025年5月19日現在）
- 『あそこではたらくムスブさん』、小学館〈ゲッサン少年サンデーコミックス〉2018年 - 2025年、全7巻

### その他
- 日清どん兵衛CM『どんぎつねシーズン2 耳そこなんですか？篇』（2022年）キャラクターデザイン[7][8]